# Серенада (фильм, 1956)
«Серена́да» (англ. Serenade) — американский музыкальный художественный фильм-мелодрама 1956 года режиссёра Энтони Манна. В главной роли — Марио Ланца.

## Сюжет
Это музыкальная мелодрама, основанная на романе Дж. Кейна. Она повествует о становлении оперной звезды.
Главную роль играет знаменитый американский певец (тенор) и актер Марио Ланца.
В фильме рассказывается о том, как простой парень Дэймон Винценти, работающий на винограднике, попадает на прослушивание. Им заинтересовались Чарльз Уинклер, устраивавший музыкальные концерты, и его спутница богатая дама Кэндел Хейл. Она помогает Дэймону, устраивает ему прослушивание в Сан-Франциско у знаменитого маэстро Маркателло. Дэймон влюбляется в Кэндел, они встречаются.

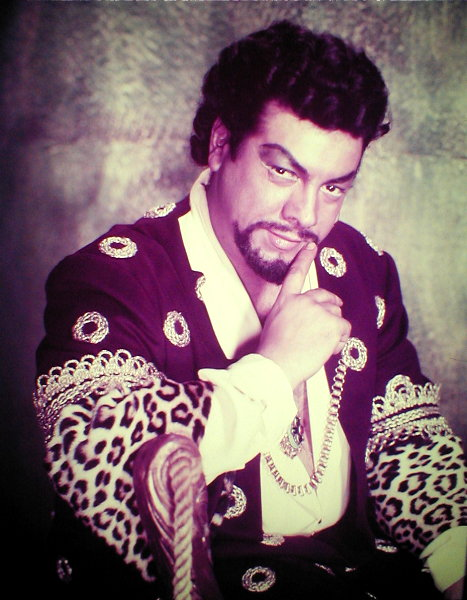
Марио Ланца в роли Отелло в сцене из кинофильма «Серенада»

Ему предлагают выступить и исполнить арию Отелло в Нью-Йорке. Приехав туда, Дэймон часто пропадает на репетициях, Кэндел устраивает приемы, знакомится с молодым начинающим скульптором и уезжает с ним в путешествие.
У Дэймона первое выступление, он должен петь арию Отелло, но он ревнует Кэндл и волнуется, потому что узнал о её увлечении скульптором. Во время представления, видя, что её нет в ложе, он убегает со сцены, срывая спектакль. Узнав о том, что его возлюбленная уехала со скульптором, он улетает в Мехико. От нервного потрясения он теряет голос, из-за этого он не смог пройти прослушивание во Дворце оперы. В Сан Мигель Альенде Дэймон серьёзно заболел малярией, ему помогает Хуана Монтес, дочь известного матадора.
Выздоровев, Дэймон работает у неё на ферме, но Хуана советует ему вернуться к пению, так как понимает, что он не может жить без пения. Он боится, не верит в свои силы. Только после того, как он услышал молитву Хуаны Богоматери, в которой она просит Богоматерь помочь Дэймону поверить в свои силы, он понимает, что она любит его, и поет арию «Ave Maria».
Дэймон собирается ехать в Сан-Франциско и уговаривает её ехать с ним, но Хуана отказывается, соглашаясь лишь проводить его. Перед отъездом он поёт серенаду. Начинается буря, их машина застревает на дороге, они вынуждены прятаться в заброшенном доме. Хуана сомневается в его чувствах, так как знает о его прежней трагичной любви, но Дэймон убеждает её в своих чувствах и просит стать его женой. В конце концов она соглашается, и они уезжают вместе.
Они возвращаются, он приезжает туда, откуда начинал. После скандала он не решается появиться в опере, но узнав о возвращении Винценти, все с восторгом встречают его возвращение. Дэймон встречается с Чарльзом Уинклером. Он снова на сцене. О его возвращении узнает Кэндел Хейл, она устраивает прием, пытается отбить Дэймона и унизить его жену. Хуана ревнует, её гордость ущемлена. У неё возникает желание убить Кэндел, но ей не хватает духу. Она убегает на улицу и попадает под машину. Её увозят в больницу, а Дэймону нужно ехать выступать. На сцене он меняет репертуар и решает спеть в честь любимой жены серенаду. После выступления он узнает, что её жизнь вне опасности.

## В ролях
- Марио Ланца — Дэймон Винценти
- Джоан Фонтейн — Кэндел Хейл
- Сара Монтьель — Хуана Монтес (в титрах указана как Sarita Montiel / Сарита Монтьель)
- Винсент Прайс — Чарльз Уинклер
- Джозеф Каллеа,
- Гарри Беллэвер и др.

## Песни и арии из опер
- Как и во всех других фильмах с участием Марио Ланца, в этом фильме звучат песни и арии из опер в его исполнении:

Песни:
- Ave Maria Баха-Гуно
- Serenade
- Torna Surriento
- La Danza
- Amor Ti Виета
- O Paradiso
- My destiny

Арии из опер:
- Nessun dorma из оперы Джакомо Пуччини «Турандот»
- монолог Отелло (Dio! Mi potevi scagliar ...) из одноимённой оперы Джузеппе Верди
- ария «Плач Федерико» (Lamento Di Federico) из оперы Франческо Чилеа «Арлезианка»
- ария «Loris' aria» («Amor ti vieta») (Amor ti vieta di non amar) из оперы Умберто Джордано «Федора»
- Начинающая испанская актриса и певица Сара Монтьель в этом фильме сыграла драматическую роль без пения, хотя во всех других фильмах с её участием (за исключением Веракрус) звучат песни в её исполнении.

## Съёмочная группа
- Режиссёр: Энтони Манн
- Композитор и сценарист: Николас Бродски
- Продюсер: Генри Бланк